# Dumbrava (Săsciori), Alba
Dumbrava, mai demult Cacovița, Cacova, Marga, colocvial Cacova Sebeșului, (în maghiară Sebeskákova, Kákova, în germană Kakowa, Krebsdorf), este un sat în comuna Săsciori din județul Alba, Transilvania, România.

## Istoric
Până în 1919 a făcut parte din comitatul Sibiu.

## Galerie de imagini

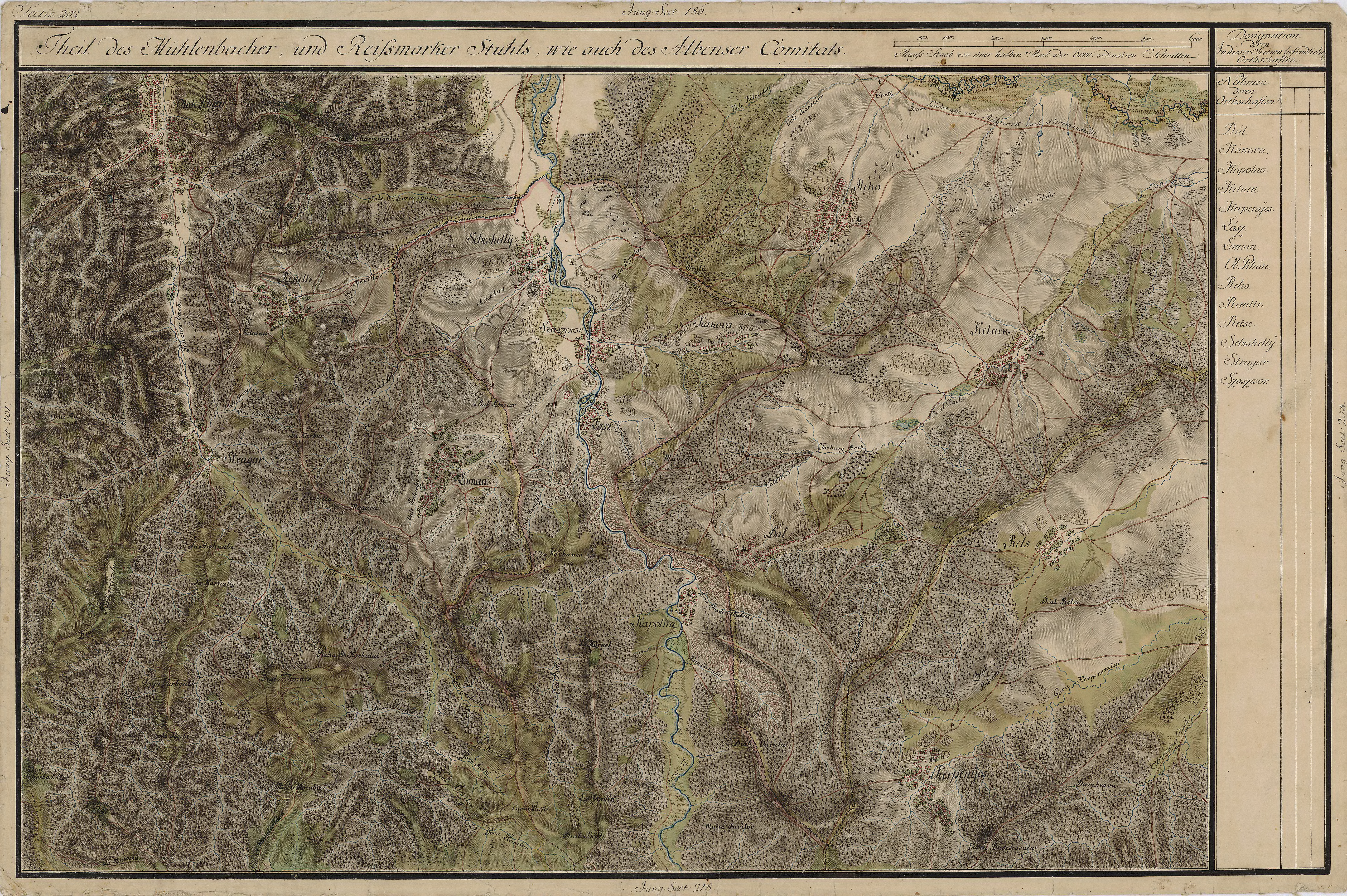
Kakova pe Harta Iosefină a Transilvaniei, 1769-1773